# Oldham Athletic AFC
Oldham Athletic Association Football Club este un club professionist de fotbal cu sediul în orașul Oldham, Greater Manchester, Anglia.

## Istoric
Oldham Athletic A.F.C. a luat ființă în anul 1895 sub numele de Pine Villa F.C.. În anul 1899, clubul va fi redenumit Oldham Athletic Association Football Club, nume ce va dăinui până în ziua de astăzi. În anul 1907 echipa se va înscrie în cel de-al doilea eșalon fotbalistic intern din Anglia - Football League Second Division.